# OWSLA
OWSLA е звукозаписна компания основана от Сони „Skrillex“ Мур и съ-основателите Tim „Bitvargen“ Smith, Kathryn Frazier и Clayton Blaha. Скрилекс анонсира лейбъла на 17 август, 2011 г. Първата песен на лейбъла е Spitfire на Porter Robinson, която стигна до първо място в Beatport.
Преди издаването на лейбъла, Skrillex обедини усилия със Zedd, 12th Planet и Flinch за да издадат свободното EP озаглавено: „Skrillex Presents Free Treats Volume“: 001 през 2011 година. 19-те песни са публикувани на 31 март 2012 г. от OWSLA включващи изпълнители като KOAN Sound, The M Machine, Ghastly, Zardonic и Alvin Risk.
Името „OWSLA“ идва от фантастичния роман на Ричард Адамс – Хълмът Уотършип, който е за група от антропоморфни зайци, които живеят в Сандълфорд.

## Дискография
- OWS001 Porter Robinson - Spitfire EP (2011)
- OWS002 Zedd - Shave It (2011)
- OWS003 The M Machine - Promise Me A Rose Garden / Glow (2011)
- OWS004 KOAN Sound - Funk Blaster (2011)
- OWS005 Zedd - Shave It (The Aftershave) (2011)
- OWS006 Skream & Sam Frank - Anticipate (2011)
- OWS007 Kill The Noise - Kill Kill Kill EP (2011)
- OWS008 Zedd - Slam The Door EP (2012)
- OWS009 Nick Thayer - Like Boom EP (2012)
- OWS010 Dillon Francis - Something, Something, Awesome. (2012)
- OWS011 Kill The Noise & Datsik_(musician) - Lightspeed (2012)
- OWS012 Various - OWSLA Presents Free Treats Vol II ‎ (2012)
- OWS013 Zedd - Shotgun (2012)